# آرتور یونتون
آرتور یونتون (انگلیسی: Arthur Iontton؛ زادهٔ ۱۶ دسامبر ۲۰۰۰) بازیکن فوتبال اهل بریتانیا است.
از باشگاه‌هایی که در آن بازی کرده‌است می‌توان به باشگاه فوتبال استیونج اشاره کرد.